# Horsholmen, Värmdö kommun

Horsholmen är en ö i Stockholms skärgård som ligger 8 km norr om Sandhamn och 6 km söder om Möja. Omkretsen på ön är 2,3 km och arean är 0,29 km².  